# Lilleskov Teglværk

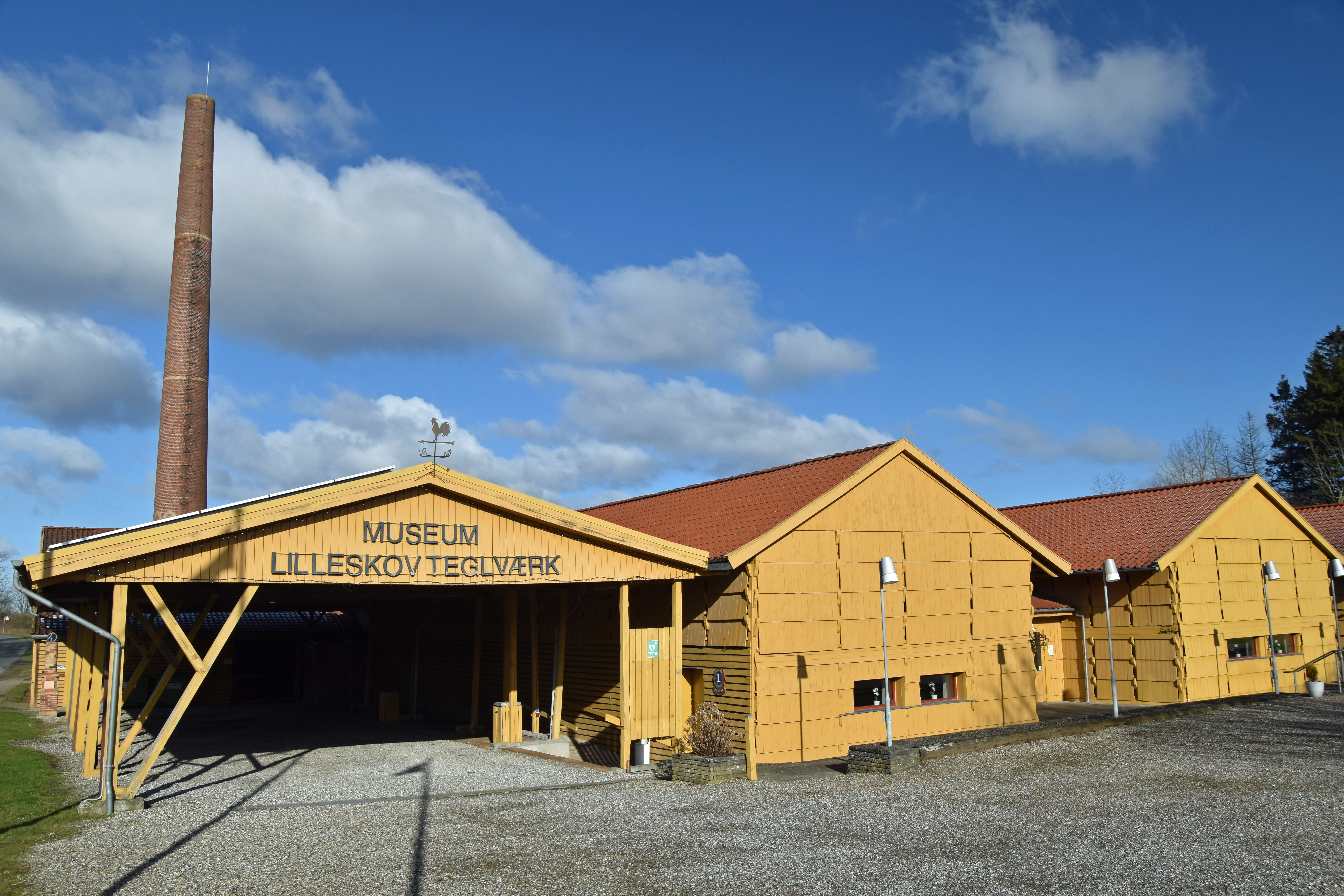
Lilleskov Teglværk

Lilleskov Teglværk ist eine ehemalige Ziegelei im dänischen Ort Tommerup Stationsby in Assens Kommune auf der Insel Fünen. Sie ist seit der Betriebseinstellung 1983 ein Museum.

## Geschichte
Die Ziegelfabrik Lilleskov in Tommerup auf Fünen wurde 1905 von Kristian Hansen erbaut. 1910 wurde sie von Marie Jens Christian und Madsen übernommen. Sie arbeiteten nach wirtschaftlichen Gesichtspunkten und konnten die Produktion ständig modernisieren und ausbauen. Das heutige Gebäude mit dem Ringofen mit 18 Kammern stammt aus dem Jahr 1931, die Trockenscheunen mit der unterschiedlich zu regulierenden Luftzufuhr wurden zwischen 1929 und 1930 erbaut. 1965 übernahm die Tochter Julie mit ihrem Mann Jacob Hansen die Verantwortung. Sie erweiterten den Ringofen um weitere vier Kammern. In den 1970er Jahren wurden große Teile der Produktion auf Entwässerungsrohre umgestellt. 1983 wurde die Produktion eingestellt.

## Foreningen Lilleskov Teglværk
Bereits in den 1970er Jahren hatte das dänische Nationalmuseum Pläne, die Ziegelei zu erhalten. Dafür war jedoch kein Geld vorhanden, weshalb die Pläne nicht weiter verfolgt wurden. Ortsansässige Bürger gründeten 1985 nach der Schließung der Fabrikation die Foreningen Lilleskov Teglværk, um die Anlagen zu erhalten und als Museum für die Ziegelherstellung, als Schmiedemuseum und für die Flachsverarbeitung zu nutzen. Im Museum ist ein lokales Kulturzentrum mit einem Café integriert, in dem Ausstellungen und Musikauftritte stattfinden.
Der Museumsverein betreibt auch die Draisinenbahn auf der ehemaligen Bahnstrecke Tommerup–Assens (Assensbane).

## Museum
Die Ziegelei ist seit dem Ende der Produktion im Wesentlichen unverändert geblieben und enthält noch alle Maschinen und Handwerkzeuge aus dieser Zeit. Von der Fabrik aus kann man mit der Feldbahn Lilleskov Teglværk zum ehemaligen Tonabbaugebiet fahren.